# Campeche (comune)
Campeche è uno degli 11 comuni dello stato della Campeche, Messico; si estende per un'area di 3.244,1 km² con una popolazione di 283.025 abitanti secondo il censimento del 2015.
Confina a nord con il comune di Tenabo;a est con il comune di Hopelchén; a sud con il comune Champotón e a ovest con il Golfo del Messico con un litorale di 60 km.

## Località principali
A capo del comune c'è la città di San Francisco de Campeche con 211.671 abitanti.
Le altre località sono:
- China con 4.767 abitanti;
- Alfredo V. Bonfil con 1.809 abitanti;
- Los Laureles con 2.123 abitanti.

## Cronologia dei Governatori
| Joaquín Esquivel Cantón             | 1916-1917 |
| Cristóbal Donantes Virgilio         | 1918      |
| Marcelo Gómez                       | 1919      |
| Francisco G. Torres                 | 1920      |
| Ramón Félix Flores                  | 1921      |
| Eduardo Mena Córdoba                | 1922      |
| Angel Castillo Lanz                 | 1923      |
| Javier Illescas A.                  | 1924-1925 |
| Ulises Sansores                     | 1926-1927 |
| Domingo Pérez Méndez                | 1928-1929 |
| Víctor Velázquez Marina             | 1930-1931 |
| Eduardo Arceo Zumárraga             | 1932-1933 |
| Miguel Lanz Gutiérrez               | 1934-1935 |
| Manuel S. Silva M.                  | 1936-1937 |
| Domingo Granados M.                 | 1938-1939 |
| Eduardo Lavalle Urbina              | 1940-1941 |
| Asunción Martínez Camargo           | 1942-1943 |
| Francisco Alvarez Barret            | 1944-1946 |
| Rafael Alcalá Dónde                 | 1947-1949 |
| Fernando Rosado Reyes               | 1950-1952 |
| Alberto Ferrer Ferrer               | 1953-1955 |
| Leovigilio Gómez Hernández          | 1956-1958 |
| Eugenio Echeverría Castellón        | 1959-1961 |
| Ricardo Castelot Oliver             | 1962-1964 |
| Rafael Rodríguez Barrera            | 1965-1967 |
| Luis Vera Esquivel                  | 1968-1970 |
| Enrique Escalante Escalante         | 1971-1973 |
| Alvaro Arceo Corcuera               | 1974-1976 |
| Carlos Pérez Cámara                 | 1977-1979 |
| Tirso R. de la Gala                 | 1980-1982 |
| Edilberto Buenfil Montalvo          | 1983-1985 |
| José Medina Maldonado               | 1986-1988 |
| Jorge Luis González Curi            | 1989-1991 |
| Gabriel Escalante Castillo          | 1992-1994 |
| Antonio González Curi               | 1995-1997 |
| Javier Buenfil Osorio               | 1997      |
| Víctor Méndez Lanz                  | 1997-2000 |
| Joge Carlos Hurtado Valdez          | 2000-2003 |
| Lic. Fernando Eutimio Ortega Bernes | 2003-2006 |
| María Rafaela SantaMaría Blum       | 2006-2009 |